# Рис (рід)
Емблема Китайської народної республіки з обрамленням із рисових та пшеничних колосків культурних сортів та видів рису і його культивації див. рис.
Рис (Orýza) — рід з 15—20 видів рослин родини тонконогих (злакових) підродини рисових (Oryzoideae), батьківщиною якого є тропічні і субтропічні регіони Азії і Африки.
Рис — високі болотяні рослини, що досягають 1—2 м заввишки, рід включає як однорічні, так і багаторічні види. Два види культивуються: рис африканський (O. glaberrima) та рис посівний або азійський (O. sativa), з яких останній — продовольча культура всесвітньої важливості.
Слово «рис» з'явилося в Україні тільки наприкінці XIX століття, будучи похідним від нього. rîs «рис», нід. rijs з романських: італ. riso, ст.-франц. rîs, до цього ж рис називали «сарацинським зерном» або «сарацинської пшеницею», потім назва перетворилася в «сорочинське пшоно».

## Ботанічний опис
Стебла рису досягають до півтора метрів висоти, листя у нього досить широкі, темно-зелені і по краю шорсткі. Нагорі стебла з'являється мітелка колосків. Кожен колосок містить чотири лусочки (остистих або безоста), що прикривають квітка; у квітці, на відміну від інших злаків, 6 тичинок і маточка про два перистих рильцях. Зернівка щільно одягнена лусочками.

## Походження
Як сільськогосподарська культура в тропіках, субтропіках і теплих районах помірного поясу обробляється однорічний рис посівний (Oryza sativa), що є однією з найдавніших продовольчих сільськогосподарських культур. Його одомашнення відбулося близько 9 тис. Років тому.
В Африці також вирощують африканський, або голий рис (Oryza glaberrima). Місцеве населення в Африці також використовує в їжу зерно ряду дикорослих видів рису, в першу чергу рису точкового (Oryza punctata) і рису короткоязичкового (Oryza barthii).
Рисові поля до дозрівання насіння заливають водою, щоб оберегти їх від прямого впливу сонячних променів, а також як один із засобів боротьби з бур'янами. Осушаются поля тільки на час збирання врожаю.

## Господарське значення і застосування

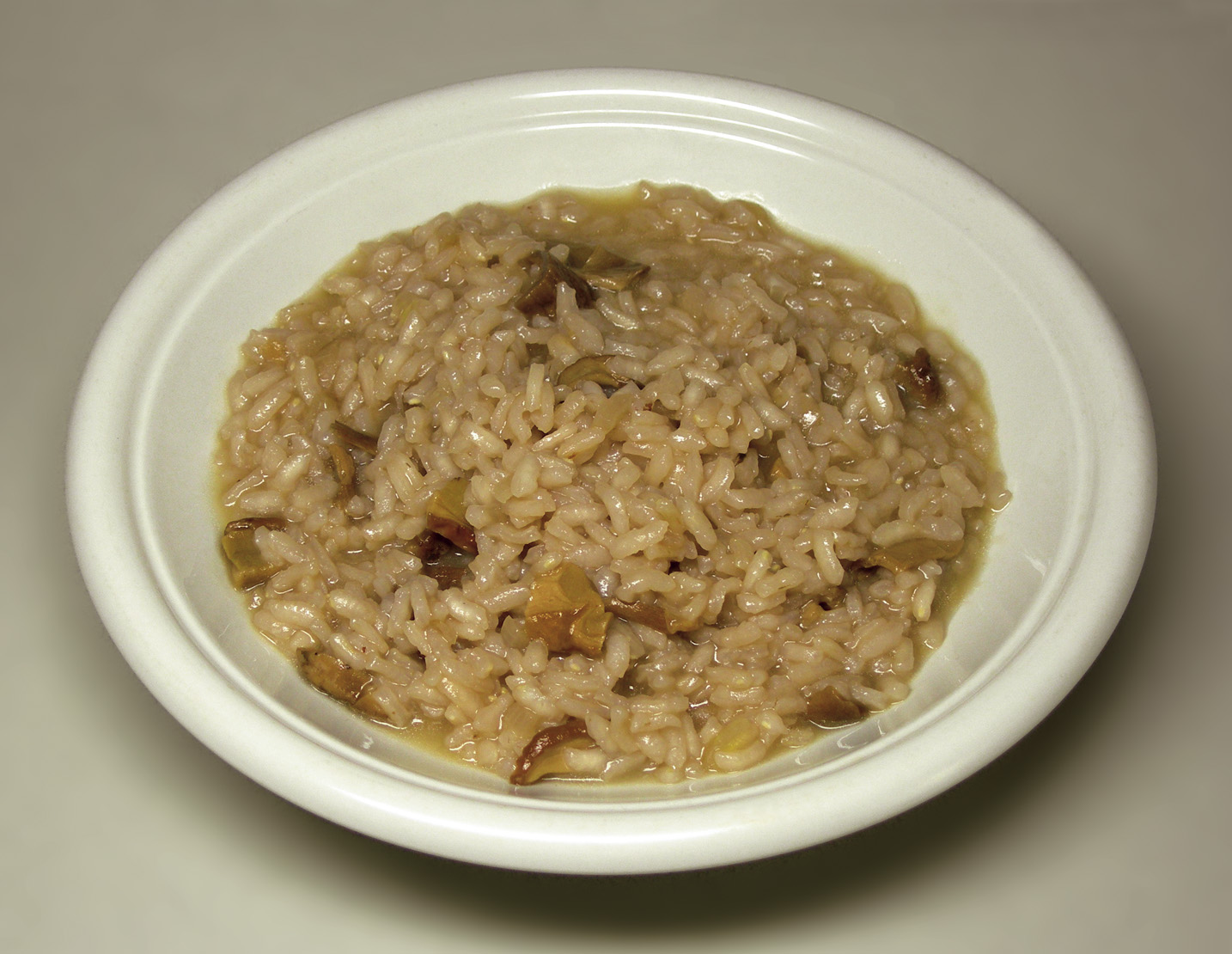
Ризото — рисова страва італійської кухні

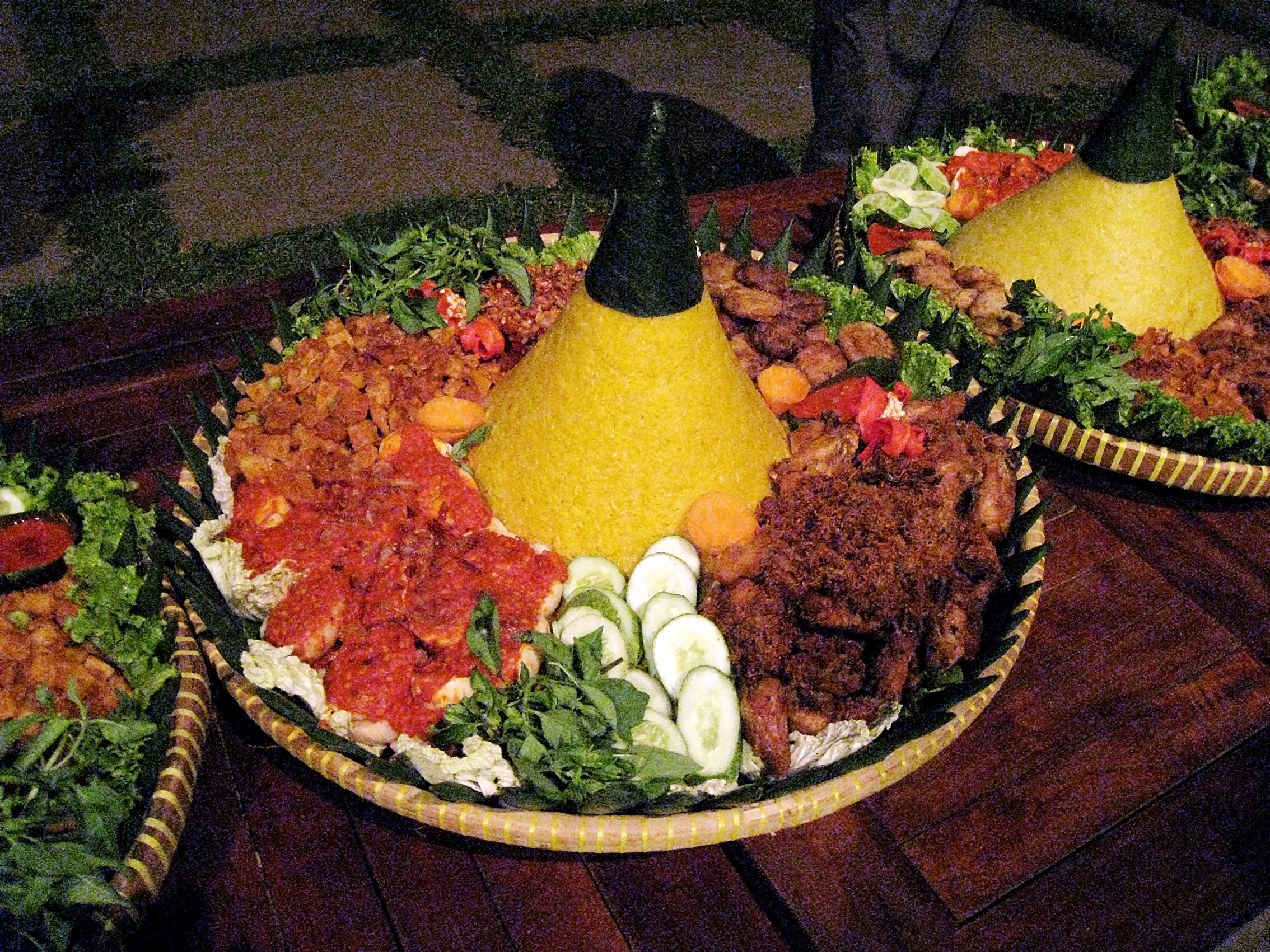
Церемоніальна індонезійська страва тумпенг: пірамідка жовтого рису, оточена різними гарнірами.

Рис відрізняється багатим вмістом вуглеводів і відносною бідністю білкових речовин. Частка перших в сухій речовині доходить до 70 %, друге ж, як правило, не більше 12 %. Зола рису багата фосфорною кислотою.
Вважається основним (національним) продуктом харчування в країнах Південно-Східної Азії та Китаї. Так як в очищених зернівках залишається мало вітамінів, подібна популярність рису приводила до широкої поширеності захворювання бері-бері. З рисового зерна виробляються крупу і крохмаль, з рисових зародків отримують олію. Борошно рисове без домішки будь-якої іншої мало годиться для приготування хліба, головним чином з неї варять каші або готують пироги; в більшій кількості вона надходить на косметичні фабрики, на переробку в пудру. Існує безліч страв на основі рису, найвідоміші з яких плов, ризото і паелья. У Японії з нього роблять коржики «моті» і особливі солодощі для чайної церемонії.
В Америці, Африці та Азії рис служить для приготування різних спиртних напоїв, а в Європі з нього отримують спирт. Традиційне рисове вино популярне в Китаї, в Японії з рису виробляють національні спиртні напої різної міцності — саке, сетю, аваморі. У Кореї рис і відходи його приготування є основою багатьох традиційних напоїв, таких як сикхів і суннюн.
Проводиться також повітряний рис, за консистенцією схожий на попкорн, тільки гладкий і округлий. Іноді його формують у вигляді карамелізованих плиток, як козинаки.
З рисової соломи виробляють рисовий папір, картон, плетені вироби. Рисова солома товста і м'яка; вона служить найчастіше для підстилки в хліві і в цілому для виготовлення плетених речей малопридатна. Солом'яні капелюхи, що збуваються за вироби з рисової соломи, насправді фабрикуються з вельми тонких стебел жита і пшениці.
Висівки, що залишаються при очищенні рису представляють хороший корм для птиці та домашніх тварин; курмаком в Середній Азії годується птах, а рисова полова, з домішкою розбитих зерен, служить відмінним кормом для домашніх тварин.
В ісламських країнах існує міра ваги, рівна вазі одного рисового зерна — арузза.
Деякі види роду, особливо Oryza rufipogon, засмічують посіви культивованих видів рису.
Рис — одна з найважливіших хлібних рослин, так як їм харчується більше половини населення всієї земної кулі. Культура його відома з часів глибокої давнини. В урочистому обряді, встановленому китайським імператором ще за 2800 років до н. е., рис вже грає важливу роль. Імператор повинен був посіяти його сам, тим часом чотири види інших рослин могли бути посіяні принцами імператорського сімейства. Не менш класичною країною розведення рису є Індія, де культура рису може бути і не настільки стародавня як в Китаї, проте займає великі площі, а зерна цієї рослини складають головну їжу населення.
У значних кількостях сіється рис також в Бангладеш, в Індонезії, на Шрі-Ланці, центральній та східній частині Африки, в Полінезії, Меланезії та інших країнах, що лежать між екватором і 45 ° широти. У Європі обробіток рису зустрічається в Іспанії (сюди привнесли його маври), Італії (перші рисові поля поблизу Пізи відносяться до 1468), Греції та Туреччини, в Америці в основному культивується в США та Бразилії. У Росії вирощується у відносно невеликих кількостях в Краснодарському краї, Ростовській області та на півдні Примор'я. В Україні в Криму та Херсонській області. Внаслідок теплолюбні рис має обмежене поширення в країнах помірного пояса. Для повного розвитку його при середній температурі літа в 22—30 ° С і при періоді вегетації в 150 днів, потрібно від 3300 до 4500 ° С (числа днів періоду всього росту рослини до його дозрівання множиться на середню температуру цього періоду. Так, 4500 = 150 × 30; 3300 = 150 × 22). Інша причина криється в особливих умовах вирощування рису, який, як болотяна рослина, вимагає масу стоячої води, чому рисові поля, перебуваючи довгий час (в продовження 90—100 днів) під водою, легко заболочуються, що може призвести до поширення гарячки, а також спричинює велику витрату води, дефіцитного ресурсу для деяких країн. Особливо багато вимагає води рис водний або мокрий, головний різновид цієї рослини, оброблюваний в більшості країн. Кожен гектар, засіяний мокрим рисом, вимагає в два рази більше води, ніж озимі хліба, і в п'ять разів більше, ніж яра джугара. З європейських і американських сортів більш-менш відомі рис звичайний, каролінський, пьемонтський та ін. Найбільш численні сорти рису відомі на Сході, зерна їх також різноманітно пофарбовані; бувають червоні, чорні й фіолетові; з них червоний рис вважається найбільш поживним. У Японії, на Яві, Суматрі і в Кохінхіні вирощується ще багато сортів рису з дрібними зернами. Поряд з мокрим рисом на Сході розводять ще рис гірський або суходільний. На батьківщині цей рис росте в дикому вигляді на схилах гір південного Китаю і встигає без штучної поливання закінчити своє зростання в період тропічних дощів. Практика культури суходольного рису в Північній Італії показала, наприклад, що хоча там він без штучного поливання рости, безумовно, не може, але зате кількість води, необхідна для зрошення цього сорту рису, майже вдвічі менша, ніж потрібно для звичайного мокрого рису. Торгові сорти рису: каролінський (зерна довгасті, без запаху, білі і прозорі); пьємонтський (зерна з жовтуватим відтінком, більш короткі і закруглені, непрозорі); індійський (зерна довгасті, з добре вираженою прозорістю); японський (зерна дуже дрібні, але білі і гарної якості).
Культура рису ведеться на рисових плантаціях, які можуть бути постійними або тільки тимчасовими. Перші зайняті з року в рік посівами рису і постійно залишаються під водою; другий після 2-3-річних посівів рису звичайно займаються яким-небудь іншим хлібом. Найкращі ґрунти під рис — глинисті і суглинні. Рисові поля оточуються невисокими валиками і затоплюються. Зазвичай посів проводиться у воду, що стоїть шаром в 6—8 см, у березні-квітні місяці. Іноді, втім (як це найчастіше буває в Китаї, Індії, Японії, на Яві і місцями в Закавказзя) рис не відразу висівається на плантації; спочатку його прирощувати і дають піднятися до висоти 15—20 см, а потім вже пересаджують в ґрунт, переважно рядами, відстають один від одного на 20—30 см. Традиційно при вирощуванні рису не вживали ніяких добрив, так як вважали, що зі зрошувальною водою приноситься достатню кількість поживних матеріалів. За час свого зростання рис вимагає уважного догляду. Доводиться стежити постійно, безпосередньо слідом за посівом, за станом температури повітря і води і якщо такі знизяться сильно, то необхідно спустити частину напущені води, поки сонце не прогріє гарненько ґрунт. Коли з'являться на поверхні води перші листя рису, то шар води збільшують, а якщо прибуває вода — холодна, то її зігрівають, попередньо за допомогою сонця, в особливих умістищах. Потім доводиться час від часу всю воду, що наповнює рисові плантації, спускати дочиста і знову напускати; в різних місцевостях ця операція проводиться в різні проміжки часу — кожен третій, четвертий або десятий день, а іноді й великі. Загалом, шар води не повинен покривати більше половини рослини; від надлишку води воно завжди страждає. Перед жнивами воду спускають остаточно. Ворогами рисової культури, крім нестачі тепла і води, є також бур'яни. З метою їх видалення застосовувалася прополювання — у минулому дуже важка робота, що триває звичайно близько трьох тижнів. Серед бур'янів найбільш шкідливі Leersia oryzoides (леєрсія рисовидна), Panicum crus-galli, очерет, осока, сусак, Alisma plantago та ін. З грибків найчастіше зустрічається на рисі Pleospora oryzae, що виробляє на рисі так звану білу і чорну хворобу. Рис вважається дозрілим, коли стебло його абсолютно пожовтіє, а саме зерно побіліє, що буває в Середній Азії в кінці серпня і на початку вересня. Спізнюватися з прибиранням вважається ризикованим, тому що при висиханні колоски відламуються, через що втрачається частина врожаю. Сарті часто прибирають рис в прозелень; такий рис, висушений на сонці, вважається, на їхню думку, найкращим для плову. Збір проводиться зрізанням або висмикуванням; стислий колос просушується протягом 2—3 днів, а потім уже молотиться. Культура рису суходільного більш проста. Його висівають звичайно з березня по липень, а збирають у червні — листопаді, залежно від умов і висоти місцевості, де цей рис обробляється. Як виняток, на Суматрі, його сіють у вересні або жовтні, а знімають в лютому або березні; в Кохінхіні посів роблять в грудні або січні, а жнива в квітні або травні. Цей сорт не вимагає такого регулярного зрошення, як рис водний. Обмолочене зерно (Шалаєв або неочищений рис) очищається від остюків і від сторонніх домішок, потім йде на жорна, де відділяється плівка. Остаточна обробка крупи проводиться в полірувальний апараті або в ступах. В середньому 100 кг рису, при переробці його на крупу, дають: великої зерна — 60 кг, середнього — 15 кг, дрібного 15 кг, борошна — 10 кг; а від 100 частин неочищеного рису виходить: чистого зерна 74 частини, покидьків (оболонки, шкірки, зародків) — 26 частин.

## Хвороби, шкідники та бур'яни рису
Шкідниками рису називають організмів і мікробів, що мають можливість знизити прибутковість або врожайність рисових полів (або насіння рису). У число шкідників рису входять бур'яни, збудники захворювань, комахи, нематоди, гризуни та птиці. Спалаху розмноження шкідників може сприяти цілий ряд факторів, у тому числі зловживання пестицидами, неправильне зрошення та завищені норми внесення азотних добрив. Погодні умови також сприяють спалахам шкідників. Наприклад, масова поява рисової галлиці і гусениць трав'яної совки (Spodoptera frugiperda), як правило, йдуть на початку сезону дощів після перших рясних опадів, в той час як поява трипсів пов'язана з посухою.
Рисові посіви також вражають кілька видів нематод, викликаючи такі захворювання, як дітіленх стебловий (Ditylenchus dipsaci), рисовий афеленх (Aphelenchoides besseyi) і галлову хворобу (Meloidogyne graminicola). Деякі види нематод, таких як Pratylenchus spp. становлять найбільшу небезпеку для суходільного рису у всіх частинах світу. Рисовий кореневий нематодоз (Hischmanniella spp.) викликається міграційним ендопаразитом, це захворювання на більш пізніх стадіях посівів призводить до повного знищення врожаю рису. Крім того, облігатні паразити, також зменшують сили рослин і підвищують сприйнятливість рисових сходів до інших шкідників і хвороб.
- Для захисту рослин вчені намагаються розробити методи боротьби з шкідниками рису, які б допомогли створити стале сільське господарство. Іншими словами, контролювати шкідників сільськогосподарських культур таким чином, щоб у майбутньому вони не загрожували продукції рослинництва. Дієва боротьба зі шкідниками ґрунтується на чотирьох принципах: біорізноманіття, опір рослини-господаря (HPR), ландшафтна екологія та ієрархія ландшафту — від біологічної до соціальної. Нині[коли?] боротьба з шкідниками рису полягає у виведенні стійких до шкідників сортів рису і використанні пестицидів (а також інсектицидів). Однак накопичується все більше і більше доказів, що застосування фермерами пестицидів, нерідко є зайвим і навіть мимоволі сприяє розмноженню шкідників, скорочуючи популяцію природних ворогів рисових шкідників, тому неправильне вживання інсектицидів може фактично призвести до спалахів розмноження шкідників. У 1993 році International Rice Research Institute (IRRI) продемонстрував, що скорочення використання пестицидів на 87,5 % може призвести до абсолютного зниження загальної кількості шкідників. У 1994 і 2003 роках інститутом також були проведені дві кампанії, під час яких виробників рису поінформували про шкоду зловживання інсектицидами і ефективних методах в боротьбі з шкідниками рису у В'єтнамі.

## Рис у культурі
Рис, як один з найважливіших культур світу, зображений на державних гербах деяких країн. Рисові стебла зображені на гербах та емблемах таких держав:

Емблема Китайської народної республіки з обрамленням із рисових та пшеничних колосків

- Бангладеш
- В'єтнам
- Індонезія
- Лаос
- КНР
- КНДРЕмблема Китайської народної республіки з обрамленням із рисових та пшеничних колосківРисове колосся на щиті гербу Індонезії (у третій частині)Рисові поля на гербі Лаосу, оточеного вінком з рисового колосся

Рисове колосся на щиті гербу Індонезії (у третій частині)

Рисові поля на гербі Лаосу, оточеного вінком з рисового колосся